# Wincenty Juliusz Wdowiszewski
Wincenty Juliusz (Julian) Wdowiszewski herbu Gryf (ur. 1849 lub 1850 w Krakowie, zm. 24 stycznia 1906 tamże) – polski inżynier, architekt i historyk sztuki, pisarz.

## Życiorys
Wincenty Juliusz (wzgl. Julian) Wdowiszewski urodził się w 1849 lub w 1850. Wywodził się z rodu Wdowiszewskich herbu Gryf. Był synem Wincentego (1827-1887, więzień stanu z 1848 i 1863, urzędnik krakowskiego magistratu, dyrektor archiwum miejskiego w Krakowie). Miał brata Jana (1853-1904, architekt, dyrektor Muzeum Techniczno-Przemysłowego w Krakowie).
W 1870 ukończył studia inżynierskie w Instytucie Technicznym w Krakowie. Po studiach pracował przy budowie kolei z Przemyśla na Węgry prowadzonej przez Przełęcz Łupkowską. Następnie wstąpił do służby rządowej. Od około 1874 był praktykantem budownictwa przy oddziale technicznym C. K. Namiestnictwa we Lwowie i w tym charakterze przydzielony do oddziału budowniczego urzędu c. k. starostwa w Bochni, od około 1876 do około 1877 zatrudniony tam etatowo. Następnie od około 1877 do około 1878 był praktykantem budownictwa w oddziale budowniczym urzędu c. k. starostwa w Nadwórnej.
Potem zamieszkiwał w Sanoku, gdzie od około 1879 do około 1886 jako autoryzowany inżynier cywilny prowadził prywatne biuro techniczne. W tym okresie zajmował się budową dróg, mostów, budownictwem lądowym. Był autorem planu budowy gmachu C. K. Gimnazjum w Sanoku. W mieście był prezesem „Gwiazdy” oraz założycielem i wiceprezesem „Stowarzyszenia rękodzielniczo-przemysłowego”. W mieście stworzył sklep spożywczy (przy nim wydawano tygodnik „Pośrednik”), organizował także wieczory pamiątkowe, patriotyczne i odczyty. W latach od około 1881 do około 1885 należał do oddziału sanocko-lisko-brzozowsko-krośnieńskiego C. K. Galicyjskiego Towarzystwa Gospodarskiego.
Z Sanoka powrócił do Krakowa, gdzie od około 1887 przez resztę życia był autoryzowanym inżynierem cywilnym. Równolegle podjął pracę w wydziale budownictwa Magistratu Stołecznego Królewskiego Miasta Krakowa, gdzie był zatrudniony od 1886 lub od około 1888 jako II inspektor budownictwa, od około 1893 jako I inspektor budownictwa, od maja 1897 do końca życia sprawował stanowisko dyrektora tegoż wydziału.
Jako historyk sztuki pracował na polu naukowym i był członkiem Komisji Historii Sztuki Akademii Umiejętności. Przez 22 lata był członkiem Towarzystwa Technicznego w Krakowie, w strukturze tegoż w 1886 i 1887 pełnił funkcję sekretarza (wówczas był redaktorem „Czasopisma Technicznego”), w lutym 1899 wybrany prezesem, później przez cztery lata był w komitecie redakcyjnym pisma „Architekt”. W 1889 był członkiem komitetu ku wsparciu pogorzelców z Bobowy. Zapowiadał swój udział na Drugi Zjazd Historyków Polskich w 1890. W maju 1896 został wybrany do składu zarządu miejskiej Kasy Chorych w Krakowie, w styczniu 1897 wybrany do wydziału Towarzystwa Miłośników Historii i Zabytków Krakowa. Przed 1897 nadzorował budowę gmachu nowego teatru w Krakowie. W 1899 był członkiem komitetu budowy pomnika Tadeusza Kościuszki w Krakowie.
Był autorem artykułów drukowanych w czasopismach fachowych oraz w prasie codziennej, pisał opracowania w zakresie krytyki literackiej i sztuki. Pisywał także cieszące się wielką popularnością utwory sceniczne, komedie i powieści. Jego utwory były z powodzeniem wystawiane w teatrach. Niektórych z dzieł literackich dotyczyły mieszkańców Sanoka i okolic: Szambelani – o szlachcie, Takich więcej – o rękodzielnikach, Dwaj polscy malarze – o braciach artystach-malarzach Maksymilianie i Franciszku Ksawerym Siemianowskich. Swe cenne zbiory, które gromadził przez całe życie, na kilka dni przed śmiercią przekazał krakowskiemu Muzeum Narodowemu.
Zmarł 24 stycznia 1906 w Krakowie w wieku 56 lat. Został pochowany 26 stycznia 1906 na cmentarzu Rakowickim w Krakowie (kwatera Z).
Był żonaty z Olgą Julią z domu Choroszczakowską, z którą miał dzieci: Olgę Marię (zm. 1880 w Sanoku w wieku 5 lat), Witolda Wacława (ur. 1881 w Sanoku), bliźniaczki Emilię i Joannę (ur. 1885).

## Publikacje
- Kobieta w historii sztuki (1874)[34][9]
- Takich więcej: Komedia w dwóch aktach (1880)[35]
- Dwaj polscy malarze (Bracia Siemianowscy) (1881)[36]
- Potomkowie senatorów. Komedja w trzech aktach (1884)[37]
- Jeszcze nieco o zabytkach krakowskich, ich miłośnikach i ich niszczycielach (1888)[38]
- Najnowszy plan król. stoł. miasta Krakowa: z wykreśleniem nowo powstałych ulic (1888)
- Przepisy budownicze, ogniowe i porządkowe dla miasta Krakowa: podręcznik dla właścicieli domów, urzędników miejskich [...] w Krakowie zamieszkałych (1891)
- W sprawie nowego krakowskiego teatru: rzecz na czasie (1892)[39]
- Kurtyna teatru krakowskiego (1894)[40]
- Kulturtraeger[2] wgl. Kulturtraegerzy[9] (nowela[9] wzgl. powieść[2])
- Takich więcej (komedia mieszczańska)[9][2]
- Ogniowe próby (sztuka teatralna)[9]
- Szambelani (sztuka teatralna)[9]